# Belval-et-Sury
Belval-et-Sury est une ancienne commune française, située dans le département des Ardennes, en région Grand Est.

## Histoire
La commune est née de la fusion des deux communes de Belval et de Sury, en 1829. En 1871 chacune des deux communes initiales reprit son indépendance administrative.

## Administration
| Période                                  | Période | Identité | Étiquette | Qualité |
| ---------------------------------------- | ------- | -------- | --------- | ------- |
| Les données manquantes sont à compléter. |         |          |           |         |
|                                          |         |          |           |         |

## Démographie
| 1831 | 1836 | 1841 | 1846 | 1851 | 1856 | 1861 | 1866 |
| ---- | ---- | ---- | ---- | ---- | ---- | ---- | ---- |
| 372  | 362  | 343  | 362  | 357  | lac. | lac. | 360  |

Histogramme

(élaboration graphique par Wikipédia)